# SM U 2 (sommergibile Germania)
Lo SM U 2 fu un sommergibile della Kaiserliche Marine, unico della sua classe, entrato in servizio nel 1908. 
L'U 2 fu impostato nei cantieri navali Kaiserliche Werft di Danzica il 4 marzo 1906, varato il 16 giugno 1908 e infine consegnato alla Kaiserliche Marine il 18 luglio dello stesso anno. Non venne impiegato in combattimento e trascorse il primo conflitto mondiale come piattaforma di addestramento. Successivamente alla resa tedesca fu radiato il 19 febbraio 1919 ed in tempi successivi, più precisamente il 3 febbraio 1920, venne venduto e demolito.